# العمارة في الكنائس الشرقية الأرثوذكسية

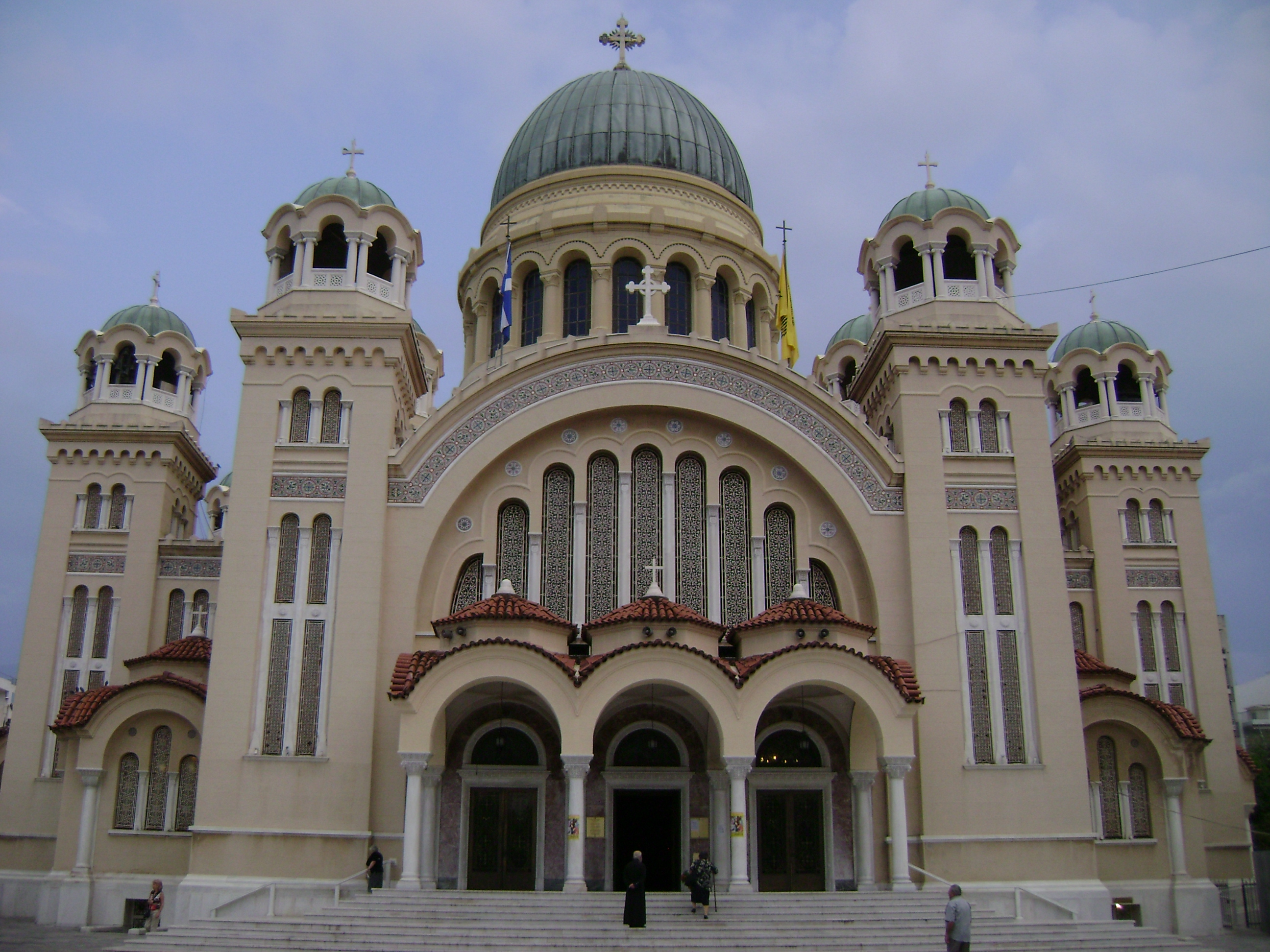

تمثل العمارة في الكنيسة الشرقية الأرثوذكسية مجموعة من الأساليب المميزة المعروفة ضمن العمارة الكنسية. تتشارك هذه الأساليب في مجموعة من المتشابهات الرئيسية متأثرةً بالتراث المشترك الذي خلفته العمارة البيزنطية من الإمبراطورية الرومانية الشرقية. وارتبطت بعض الأساليب بتقاليد معينة لبطريركية أرثوذكسية مستقلة محددة بينما تُستخدم الأساليب الأخرى على نطاق أوسع في الكنائس الأرثوذكسية الشرقية.
أثرت هذه الأساليب المعمارية بشدة على ثقافات مختلفة عن الأرثوذكسية الشرقية: تحديدًا في عمارة المساجد الإسلامية ولكن أثرت أيضًا بدرجة ما على الكنائس الغربية.

## التاريخ
بدأ انقسام المسيحية الشرقية عن المسيحية الغربية منذ تاريخ مبكر بالرغم من تشاركهما العديد من التقاليد. بينما كانت البازيلكا هي الأسلوب الأشهر عند الغرب، وهي صالة طويلة في بدايتها ممر ولها حِنية عند أحد طرفيها، سيطر طراز أكثر اكتنازًا ومركزية عند الشرق.
بُنيت هذه الكنائس «مارتريا» بالأصل من أجل مقابر القديسين، وتحديدًا الشهداء الذين ماتوا أثناء الاضطهاد الذي لم ينتهِ بالكامل إلا مع اعتناق الإمبراطور قسطنطين للمسيحية. قلدوا المقابر الوثنية وجعلوا سقفها على شكل قبة ترمز إلى الجنة. كانت القبة المركزية محاطة بهياكل عند الاتجاهات الأربعة للبوصلة مكونة شكل الصليب، وكان يعلو هذه الهياكل غالبًا أبراج أو قباب. وكان أحيانًا تُدمج الهياكل المركزية بالبازيلكا كما في كنيسة آيا صوفيا في القسطنطينية. وينتصب حاجز أيقوني عند الجهة الشرقية للبازيلكا حيث تُعلق الأيقونات ويخفي من ورائه المذبح عن المتعبدين إلا عند آدائهم الشعائر الدينية عندما يكون مفتوحًا.
تطور طراز مختلف من الكنائس المركزية في روسيا وصار هو الطراز الرائد في القرن السادس عشر. هنا تُستبدل القبة بسطح أرفع أطول متعرج أو مخروطي ويُقال أنه بني ليمنع الجليد من التجمع على الأسطح. أحد أروع الأمثلة لهذه الأسقف المظللة هي كاتدرائية القديس باسيل في الميدان الأحمر بموسكو.
لفترة طويلة، كان فن العمارة معنيًا بتصميم الكنائس والقصور الأرستقراطية بالأساس، ولهذا نجد أن تطور الكنائس الأرثوذكسية يمثل جزءًا كبيرًا من تاريخ العمارة البيزنطية وفن العمارة الروسية.
خلافًا للعمارة المسيحية الغربية التي تميل إلى الحداثة (انظر كنيسة نوتر دام دي أو)، يظل الأسلوب المعماري الأرثوذكسي محافظًا وتقليديًا للغاية. ويُستثنى من ذلك تصميم بارز ذو ثقل معماريًا لفرانك لويد رايت وهو تصميم كنيسة البشارة الأرثوذكسية اليونانية في واواتوزا بويسكونسن في الولايات المتحدة.
كاتدرائية أبرشية الثالوث الأقدس في شمال شرق مدينة نيويورك هي أكبر كنيسة مسيحية أرثوذكسية في نصف الأرض الغربي.

## الفن المعماري
للكنائس الأرثوذكسية أشكال أساسية، كل منها يرمز لأمر خاص بها:
- مُطولة: مستطيلة، أو مستطيلة بحواف دائرية، وهي ترمز إلى السفينة كسبيل النجاة (سفينة نوح)
- على شكل صليب
- على شكل نجمة
- دائرية

يحل السطح المقوس محل السقف المسطح كي يرمز إلى السماء. في الكنائس الروسية، غالبًا ما يعلو السطح المقوس قباب على شكل بصل، توضع عليها الصلبان. تُسمى هذه القباب «رؤوس» أو «رؤوس الخشخاش». وأحيانًا يوجد تحت الصلبان شكل هلالي، وعلى عكس ما يشيع من اعتقاد خاطئ، لا يمت بصِلة للإسلام ولا لانتصار المسيحيين على المسلمين. كان الهلال من الرموز الرسمية لبيزنطة قبل الغزوات العثمانية. يوجد الهلال في الأيقونات الروسية القديمة والأثواب ومنمنمات الكتب وهو يشير إلى القمر، كرمز للمرساة، كرمز للخلاص وهو ما يتوافق مع تشبيه الكنيسة بالسفينة.
يقع المذبح (الحرم) في الجزء الشرقي من الكنيسة بغض النظر عن شكلها. بنما يقع برج الناقوس سواءً كان متصلًا أم منفصلًا عن بناء الكنيسة في الجزء الغربي منها.
لبنية الكنيسة العديد من المعاني الرمزية؛ ربما أهمها وأقدمها هو مفهوم أن الكنيسة هي سفينة النجاة (كسفينة نوح) التي تنجي العالم من فيضان الإغواء. ولهذا يأتي تصميم معظم الكنائس الأرثوذكسية في صورة مستطيل. ومن الأشكال الشائعة أيضًا شكل الصليب تحديدًا للكنائس ذات الجوقات الكبيرة. قد تتنوع الأنماط المعمارية في الشكل والتعقيد ربما يُضاف إليها مصليات حول الكنيسة الرئيسية أو قد تكون بمذابح ثلاثية أحيانًا (يمكن أن تؤدى الشعائر فقط مرة واحدة في اليوم في أي مذبح منها)، لكن بشكل عام، يظل النسق الرمزي للكنيسة واحدًا.
ينقسم مبنى الكنيسة إلى ثلاثة أجزاء رئيسية: مجاز الكنيسة (الردهة) والصحن (المعبد الأساسي) والحرم (يُطلق عليه أيضًا المذبح أو المكان المقدس).
من الفروق الأساسية بين الكنائس الأرثوذكسية التقليدية والكنائس الغربية هو غياب المقاعد في الصحن ففي بعض التقاليد الإثنية الأرثوذكسية كان يعُتبر من قلة الاحترام أن تجلس أثناء إلقاء المواعظ. لكن عرفت بعض الكنائس الغربية، وتحديدًا كنائس الشتات في الولايات المتحدة، المقاعد والمجاثي تحت تأثير الطوائف المسيحية الأخرى.

### مجاز الكنيسة
مجاز الكنيسة هو ما يصل الكنيسة بالعالم الخارجي ولهذا يتوقف المتنصرون الجدد (الأرثوذكس قبل التعميد) وغير الأرثوذكس هناك (لاحظ أن تقليد عدم السماح لأحد بالدخول إلى الصحن إلا لو كان أرثوذوكسيًا موثوقًا، قد توقف العمل به في الغالب). في الكنائس الرهبانية، كان معتادًا أن يقف الناس العاديون في المجاز عند زيارتهم الدير بينما يقف الرهبان والراهبات في الصحن. أما ما يفصل مجاز الكنيسة عن الصحن فهي الأبواب الملكية (إما لأن المسيح يعبر خلالها أثناء الشعائر الدينية، أو يرجع السبب إلى وقت الإمبراطورية البيزنطية إذ كان الإمبراطور يدخل إلى الجزء الرئيسي من آيا صوفيا، كنيسة الحكمة المقدسة، من خلال هذه الأبواب ويتقدم إلى المذبح كي يشارك في القربان المقدس). على جانبي هذه البوابة يقف شمعدان من النحاس يسمى ميناليا الذي يمثل أعمدة النار التي سبقت العبريين إلى أرض الميعاد.

### الصحن
الصحن هو الجزء الرئيسي للكنيسة حيث يقف الناس أثناء القداس. في معظم الكنائس الأرثوذكسية الشرقية لا توجد مقاعد على عكس ما يوجد في الغرب لكن يوجد بدلًا منه الستاسيديا (كرسي بذراع مرتفع بما يكفي لاستخدامه للدعم أثناء الوقوف)؛ وعادةً ما توجد هذه الكراسي على طول الجدران. تقليديًا لا يوجد جلوس وقت القداس إلا أثناء تلاوة المزامير وتقديم القس للموعظة. يقف الناس أمام الله. مع ذلك، هناك عدة استثناءات في البلاد الغربية خصوصًا في الولايات المتحدة الأمريكية، لكن يتشابه الأثاث مع أثاث الكنائس الكاثولوكية والبروتستانتية نظرًا لاطلاعهم عليها. فليس غريبًا أن تجد بها مقاعد أو مجاثٍ.
في بعض الكنائس الأكثر تقليدية، عادةً في اليونان، تتدلى ثريا مزدانة بشموع وأيقونات تعرف ببوليليوس، وتُدفع إلى التأرجح أثناء القداس الموافق.
تُغطى الجدران في العادة من الأرض إلى السقف بالأيقونات ولوحات القديسين وحياتهم وقصص من الإنجيل. كان الرجال يقفون على اليمين والنساء على اليسار، ويمتد بناء الكنيسة مباشرةً من الجذور اليهودية حيث يقف الرجال والنساء بشكل منفصل، فأبقت الكنيسة الأرثوذكسية على هذه الممارسة. ويؤكد هذا الترتيب على أننا جميعًا متساوون أمام الله (على مسافات متساوية من المذبح)، وأن الرجل ليس أعلى من المرأة. تغيرت هذه الممارسة التقليدية في العديد من الكنائس الحديثة وأصبحت العائلات تقف سويًا.